# منومنی فولز
منومنی فولز (به انگلیسی: Menomonee Falls) یک روستا در ایالات متحده آمریکا است که در شهرستان واکیشا، ویسکانسین واقع شده‌است. منومنی فولز ۸۶٫۲۷ کیلومتر مربع مساحت و ۳۵٬۶۲۶ نفر جمعیت دارد و ۲۶۱ متر بالاتر از سطح دریا واقع شده‌است.